# Ethelurgus annulicornis
Ethelurgus annulicornis là một loài tò vò trong họ Ichneumonidae.